# EN 1436

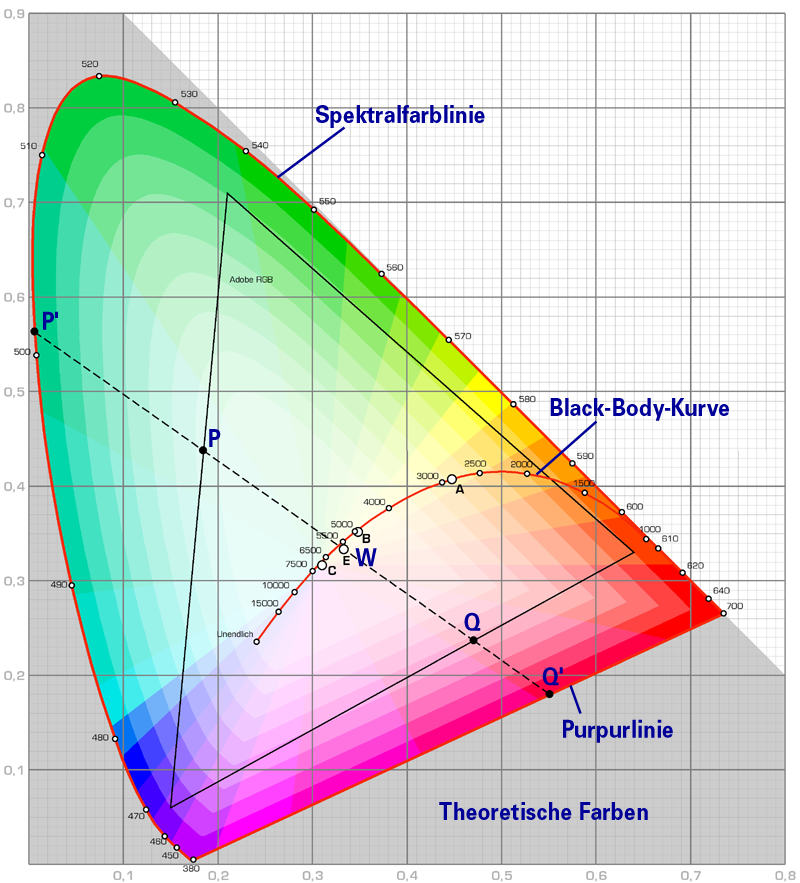
CIE-Normfarbtafel

Die Norm EN 1436 regelt die Farbörter für Fahrbahnmarkierungen. So werden die Koordinaten der für Fahrbahnmarkierungen zu verwendenden Farben (weiß und gelb) vorgegeben und damit bindend festgelegt. In Deutschland ist die Norm als DIN-Norm DIN EN 1436 veröffentlicht.
Da es zu Schwankungen innerhalb der Pigmentierung kommen kann, sind die Normfarbwertanteile der weißen und gelben Farbe durch die folgenden Koordinaten bzw. Eckpunkte als „zulässige Bereiche“ definiert:
Für weiße Fahrbahnmarkierungen gelten folgende Werte:
| Eckpunkt | Normfarbwertanteil | Normfarbwertanteil |
| Eckpunkt | x                  | y                  |
| Punkt 1  | 0,355              | 0,355              |
| Punkt 2  | 0,305              | 0,305              |
| Punkt 3  | 0,285              | 0,325              |
| Punkt 4  | 0,335              | 0,375              |
| -------- | ------------------ | ------------------ |

Für gelbe Fahrbahnmarkierungen der Klasse Y1 (dauerhafte Markierungen) gelten folgende Werte:
| Eckpunkt | Normfarbwertanteil | Normfarbwertanteil |
| Eckpunkt | x                  | y                  |
| Punkt 1  | 0,433              | 0,399              |
| Punkt 2  | 0,545              | 0,455              |
| Punkt 3  | 0,465              | 0,535              |
| Punkt 4  | 0,389              | 0,431              |
| -------- | ------------------ | ------------------ |

Für gelbe Fahrbahnmarkierungen der Klasse Y2 (vorübergehende Markierungen) gelten folgende Werte:
| Eckpunkt | Normfarbwertanteil | Normfarbwertanteil |
| Eckpunkt | x                  | y                  |
| Punkt 1  | 0,494              | 0,427              |
| Punkt 2  | 0,545              | 0,455              |
| Punkt 3  | 0,465              | 0,535              |
| Punkt 4  | 0,427              | 0,483              |
| -------- | ------------------ | ------------------ |